# Acrotheciella javanica
Acrotheciella javanica är en svampart som beskrevs av Koord. 1907. Acrotheciella javanica ingår i släktet Acrotheciella, divisionen sporsäcksvampar och riket svampar.   Inga underarter finns listade i Catalogue of Life.